# Liste der Monuments historiques in Courcelles-en-Montagne
Die Liste der Monuments historiques in Courcelles-en-Montagne führt die Monuments historiques in der französischen Gemeinde Courcelles-en-Montagne auf.

## Liste der Objekte
| Bezeichnung | Beschreibung                                                                                | Standort                       | Kennzeichnung | Schutzstatus | Datum | Bild |
| ----------- | ------------------------------------------------------------------------------------------- | ------------------------------ | ------------- | ------------ | ----- | ---- |
| Marienaltar | Retabel und Gemälde Stiftung des Rosenkranzes; Holz, farbig gefasst, Ölfarbe auf Holz, 1677 | in der Kirche St-Didier (Lage) | PM52000393    | Classé       | 1972  |      |